# Карл Велентайн
Карл Велентайн (англ. Carl Valentine, нар. 4 липня 1958, Манчестер) — канадський футболіст, що грав на позиції нападника. По завершенні ігрової кар'єри — тренер.
Виступав, зокрема, за клуб «Ванкувер Вайткепс», а також національну збірну Канади.
Переможець Північноамериканської футбольної ліги.

## Клубна кар'єра
У дорослому футболі дебютував 1976 року виступами за команду «Олдем Атлетик», в якій провів три сезони, взявши участь у 61 матчі чемпіонату. 
Згодом з 1979 по 1986 рік грав у складі команд «Ванкувер Вайткепс» та «Вест-Бромвіч Альбіон».
У 1988 році повернувся до клубу «Ванкувер Вайткепс», за який відіграв 11 сезонів. Завершив професійну кар'єру футболіста виступами за команду «Ванкувер Вайткепс» у 1999 році.

## Виступи за збірну
У 1985 році дебютував в офіційних матчах у складі національної збірної Канади.
У складі збірної був учасником чемпіонату світу 1986 року в Мексиці та розіграшу Золотого кубка КОНКАКАФ 1991 року у США.
Загалом протягом кар'єри у національній команді, яка тривала 9 років, провів у її формі 31 матч, забивши 1 гол.

## Кар'єра тренера
Розпочав тренерську кар'єру, ще продовжуючи грати на полі, 1994 року, очоливши тренерський штаб клубу «Ванкувер Вайткепс», де працював до 1999. Згодом у 2008–2009 роках працював в академії цього ж клубу.
Наразі останнім місцем тренерської роботи був клуб «Оттава Ф'юрі», головним тренером команди якого Карл Велентайн був з 2009 по 2010 рік.

## Титули і досягнення
- Переможець Північноамериканської футбольної ліги (1):

«Ванкувер Вайткепс»: 1979
- Переможець Чемпіонату націй КОНКАКАФ: 1985